# Llista de monuments de l'Alt Empordà
Llista de monuments de l'Alt Empordà inclosos en l'Inventari del Patrimoni Arquitectònic Català per la comarca de l'Alt Empordà. Inclou els inscrits en el Registre de Béns Culturals d'Interès Nacional (BCIN) amb la classificació de monuments o conjunts històrics, els Béns Culturals d'Interès Local (BCIL) immobles i la resta de béns arquitectònics integrants del patrimoni cultural català.

## Agullana
Vegeu la llista de monuments d'Agullana

## Albanyà
Vegeu la llista de monuments d'Albanyà

## Armentera, l'
| Monument                              | Protecció | Estil/època                        | Localització                      | Coordenades                                          | Codi?     | Imatge |
| ------------------------------------- | --------- | ---------------------------------- | --------------------------------- | ---------------------------------------------------- | --------- | --- |
| Can Muñoz                             |           | Obra popular XIX                   | L'Armentera Pl. del Pou Colom 2   | 42° 10′ 19″ N, 3° 04′ 25″ E / 42.172073°N,3.073663°E | IPA-17872 | Can Muñoz (l'Armentera) · Vegeu més fotos d'aquest monument · Carregueu una nova foto d'aquest monument               |
| Can Moret                             |           | Obra popular, barroc XVII          | L'Armentera C. de l'Església, 9   | 42° 10′ 18″ N, 3° 04′ 29″ E / 42.171726°N,3.074692°E | IPA-17873 | Can Moret (l'Armentera) · Vegeu més fotos d'aquest monument · Carregueu una nova foto d'aquest monument               |
| Església de Sant Martí de l'Armentera |           | Neoclassicisme, obra popular XIX   | L'Armentera Pl. de l'Església     | 42° 10′ 20″ N, 3° 04′ 30″ E / 42.172158°N,3.074977°E | IPA-17874 | Església de Sant Martí de l'Armentera · Vegeu més fotos d'aquest monument · Carregueu una nova foto d'aquest monument |
| Molí de l'Armentera                   |           | Obra popular XVIII                 | L'Armentera Camí del Cortal Gran  | 42° 09′ 59″ N, 3° 05′ 11″ E / 42.166350°N,3.086362°E | IPA-17875 | Carregueu una nova foto d'aquest monument                                                                             |
| Can Sellarès, o Can Salleres          |           | Renaixement, obra popular XVII, XX | L'Armentera C. del Mar 9          | 42° 10′ 18″ N, 3° 04′ 38″ E / 42.171674°N,3.077183°E | IPA-37777 | Can Sellarès (l'Armentera) · Vegeu més fotos d'aquest monument · Carregueu una nova foto d'aquest monument            |
| Búnquer                               |           | Obra popular XX Mitjan             | L'Armentera Ctra. a Sta. Cristina | 42° 10′ 33″ N, 3° 05′ 02″ E / 42.175952°N,3.083975°E | IPA-37778 | Carregueu una nova foto d'aquest monument                                                                             |

## Avinyonet de Puigventós
Vegeu la llista de monuments d'Avinyonet de Puigventós

## Bàscara
Vegeu la llista de monuments de Bàscara

## Biure
Vegeu la llista de monuments de Biure

## Boadella i les Escaules
Vegeu la llista de monuments de Boadella i les Escaules

## Borrassà
Vegeu la llista de monuments de Borrassà

## Cabanelles
Vegeu la llista de monuments de Cabanelles

## Cabanes
Vegeu la llista de monuments de Cabanes

## Cadaqués
Vegeu la llista de monuments de Cadaqués

## Cantallops
Vegeu la llista de monuments de Cantallops

## Capmany
Vegeu la llista de monuments de Capmany

## Castelló d'Empúries
Vegeu la llista de monuments de Castelló d'Empúries

## Cistella
| Monument                                                | Protecció   | Estil/època                         | Localització                          | Coordenades                                          | Codi?         | Imatge |
| ------------------------------------------------------- | ----------- | ----------------------------------- | ------------------------------------- | ---------------------------------------------------- | ------------- | --- |
| Castell de Vilarig                                      | BCIN 687-MH | Barroc, obra popular XII, XIV, XVII | Cistella Veïnat de Vilarig            | 42° 17′ 11″ N, 2° 50′ 01″ E / 42.286271°N,2.833727°E | RI-51-0005869 | Castell de Vilarig (Cistella) · Vegeu més fotos d'aquest monument · Carregueu una nova foto d'aquest monument                                |
| Església parroquial de Santa Maria i Sant Sadurní       |             | Romànic, barroc XII, XVIII          | Cistella Pl. de l'Església            | 42° 16′ 07″ N, 2° 50′ 54″ E / 42.268631°N,2.848357°E | IPA-19469     | Església parroquial de Santa Maria i Sant Sadurní (Cistella) · Vegeu més fotos d'aquest monument · Carregueu una nova foto d'aquest monument |
| Ermita de la Mare de Déu de Vida, Ermita de Sant Miquel |             | Obra popular XVI-XVII, XVIII, XIX   | Cistella Antiga carretera a Lladó     | 42° 16′ 00″ N, 2° 50′ 19″ E / 42.266537°N,2.838504°E | IPA-19470     | Ermita de la Mare de Déu de Vida (Cistella) · Vegeu més fotos d'aquest monument · Carregueu una nova foto d'aquest monument                  |
| Vilarig                                                 |             | Obra popular Medieval, XVIII-XIX    | Cistella                              | 42° 17′ 13″ N, 2° 49′ 59″ E / 42.28689°N,2.83310°E   | IPA-19471     | Vilarig (Cistella) · Vegeu més fotos d'aquest monument · Carregueu una nova foto d'aquest monument                                           |
| Església parroquial de Sant Martí                       |             | Romànic, barroc XII, XVIII, XIX     | Cistella Veïnat de Vilarig            | 42° 17′ 11″ N, 2° 50′ 01″ E / 42.286358°N,2.833632°E | IPA-19473     | Església parroquial de Sant Martí (Cistella) · Vegeu més fotos d'aquest monument · Carregueu una nova foto d'aquest monument                 |
| Creu de terme                                           |             | Obra popular XIX Inici              | Cistella Ctra. de Lladó               | 42° 16′ 03″ N, 2° 50′ 35″ E / 42.267467°N,2.843018°E | IPA-30615     | Creu de terme (Cistella) · Vegeu més fotos d'aquest monument · Carregueu una nova foto d'aquest monument                                     |
| Can Serra d'en Clotes                                   |             | Obra popular XVIII                  | Cistella Ctra. de Vilanant a Cistella | 42° 16′ 25″ N, 2° 49′ 12″ E / 42.273706°N,2.820125°E | IPA-30892     | Carregueu una nova foto d'aquest monument |
| Mas la Torre                                            |             | Obra popular XVII-XVIII             | Cistella                              | 42° 17′ 09″ N, 2° 51′ 14″ E / 42.28582°N,2.85381°E   | IPA-30893     | Carregueu una nova foto d'aquest monument |
| Mas les Planes                                          |             | Obra popular XVI-XVII               | Cistella                              | 42° 17′ 04″ N, 2° 50′ 58″ E / 42.28442°N,2.84948°E   | IPA-30894     | Carregueu una nova foto d'aquest monument |
| Mas l'Illa                                              |             | Obra popular XV-XVIII               | Cistella                              | 42° 17′ 12″ N, 2° 51′ 40″ E / 42.28678°N,2.86122°E   | IPA-30895     | Carregueu una nova foto d'aquest monument |
| Ermita de Sant Sebastià                                 |             | Obra popular XVIII                  | Cistella C. Llers                     | 42° 16′ 10″ N, 2° 50′ 54″ E / 42.269433°N,2.848379°E | IPA-38309     | Ermita de Sant Sebastià (Cistella) · Vegeu més fotos d'aquest monument · Carregueu una nova foto d'aquest monument                           |
| Can Palou                                               |             | Obra popular XVII-XVIII             | Cistella Als afores de Vilarig        | 42° 17′ 17″ N, 2° 49′ 57″ E / 42.287941°N,2.832560°E | IPA-38311     | Carregueu una nova foto d'aquest monument |
| Can Julià                                               |             | Obra popular XVI, XVII-XVIII        | Cistella C. del Centre 9              | 42° 16′ 08″ N, 2° 50′ 53″ E / 42.268865°N,2.848083°E | IPA-38344     | Carregueu una nova foto d'aquest monument |

## Colera
| Monument                                                         | Protecció | Estil/època                      | Localització                                   | Coordenades                                          | Codi?     | Imatge |
| ---------------------------------------------------------------- | --------- | -------------------------------- | ---------------------------------------------- | ---------------------------------------------------- | --------- | --- |
| Torre Castell de Molinàs, o Castell de Molinars                  | BCIL 1997 | Romànic XII-XIII                 | Colera Paratge de la Vall de Molinàs           | 42° 24′ 10″ N, 3° 06′ 19″ E / 42.402662°N,3.105146°E | IPA-15154 | Carregueu una nova foto d'aquest monument                                                                                   |
| Rectoria                                                         |           | Obra popular XX Mitjan           | Colera C. de l'Església, 49                    | 42° 24′ 16″ N, 3° 09′ 07″ E / 42.404352°N,3.151898°E | IPA-19476 | Rectoria (Colera) · Vegeu més fotos d'aquest monument · Carregueu una nova foto d'aquest monument                           |
| Església parroquial de Sant Miquel de Colera                     | BCIL 1985 | Obra popular XX Mitjan           | Colera C. de l'Església, 41                    | 42° 24′ 16″ N, 3° 09′ 05″ E / 42.404411°N,3.151388°E | IPA-19477 | Església parroquial de Sant Miquel (Colera) · Vegeu més fotos d'aquest monument · Carregueu una nova foto d'aquest monument |
| Pont del Ferrocarril                                             |           | Arquitectura del ferro XIX Final | Colera Dins del nucli                          | 42° 24′ 10″ N, 3° 09′ 10″ E / 42.402914°N,3.152769°E | IPA-19478 | Pont del Ferrocarril (Colera) · Vegeu més fotos d'aquest monument · Carregueu una nova foto d'aquest monument               |
| Ca la Paulina                                                    |           | Obra popular XIX Mitjan          | Colera C. Labrun, 81                           | 42° 24′ 15″ N, 3° 09′ 06″ E / 42.404208°N,3.151673°E | IPA-19479 | Ca la Paulina (Colera) · Vegeu més fotos d'aquest monument · Carregueu una nova foto d'aquest monument                      |
| Ermita de Sant Miquel de Colera, o Església vella de Sant Miquel |           | Romànic XII-XIII                 | Colera Serra de la Balmeta, paratge de Molinàs | 42° 23′ 58″ N, 3° 05′ 42″ E / 42.399397°N,3.094892°E | IPA-36503 | Ermita de Sant Miquel de Colera · Vegeu més fotos d'aquest monument · Carregueu una nova foto d'aquest monument             |
| Villa Maria                                                      |           | Obra popular XX Mitjan           | Colera C. dels Horts, 36                       | 42° 24′ 13″ N, 3° 09′ 06″ E / 42.403681°N,3.151787°E | IPA-38702 | Villa Maria (Colera) · Vegeu més fotos d'aquest monument · Carregueu una nova foto d'aquest monument                        |
| Xalet d'en Molar                                                 |           | Obra popular XX Inici            | Colera Ctra. de la Rovellada, 19               | 42° 24′ 18″ N, 3° 09′ 20″ E / 42.405027°N,3.155424°E | IPA-38703 | Xalet d'en Molar (Colera) · Vegeu més fotos d'aquest monument · Carregueu una nova foto d'aquest monument                   |
| Casa al carrer dels Horts, 20                                    |           | Obra popular XX Inici            | Colera C. dels Horts, 20                       | 42° 24′ 13″ N, 3° 09′ 04″ E / 42.403696°N,3.151021°E | IPA-38704 | Casa al carrer dels Horts, 20 (Colera) · Vegeu més fotos d'aquest monument · Carregueu una nova foto d'aquest monument      |

## Darnius
Vegeu la llista de monuments de Darnius

## Escala, l'
Vegeu la llista de monuments de l'Escala

## Espolla
Vegeu la llista de monuments d'Espolla

## Far d'Empordà, el
| Monument                       | Protecció   | Estil/època                        | Localització                              | Coordenades                                          | Codi?         | Imatge |
| ------------------------------ | ----------- | ---------------------------------- | ----------------------------------------- | ---------------------------------------------------- | ------------- | --- |
| Castell del Far                | BCIN 841-MH | Obra popular XIII-XIV              | El Far d'Empordà C. de l'Església, 2      | 42° 15′ 06″ N, 2° 59′ 46″ E / 42.251783°N,2.996014°E | RI-51-0005895 | Castell del Far (el Far d'Empordà) · Vegeu més fotos d'aquest monument · Carregueu una nova foto d'aquest monument                |
| Església de Sant Martí del Far | BCIN 842-MH | Romànic XIII                       | El Far d'Empordà C. de l'Església, 2      | 42° 15′ 07″ N, 2° 59′ 46″ E / 42.251902°N,2.99611°E  | RI-51-0005896 | Església de Sant Martí del Far (el Far d'Empordà) · Vegeu més fotos d'aquest monument · Carregueu una nova foto d'aquest monument |
| Restaurant les Quadres         |             | Obra popular XIX Inici             | El Far d'Empordà C. de Baix, 2            | 42° 15′ 07″ N, 2° 59′ 42″ E / 42.252059°N,2.995122°E | IPA-39122     | Restaurant les Quadres (el Far d'Empordà) · Vegeu més fotos d'aquest monument · Carregueu una nova foto d'aquest monument         |
| Molí de la Torre               |             | Neoclassicisme-romàntic XIX Mitjan | El Far d'Empordà A cent metres de la C-31 | 42° 14′ 18″ N, 2° 58′ 42″ E / 42.238331°N,2.978378°E | IPA-39126     | Molí de la Torre (el Far d'Empordà) · Vegeu més fotos d'aquest monument · Carregueu una nova foto d'aquest monument               |
| Casa a la plaça Major          |             | Obra popular XIX Mitjan            | El Far d'Empordà Pl. Major                | 42° 15′ 07″ N, 2° 59′ 45″ E / 42.252015°N,2.995784°E | IPA-39310     | Casa a la plaça Major (el Far d'Empordà) · Vegeu més fotos d'aquest monument · Carregueu una nova foto d'aquest monument          |
| Casa al carrer del Centre, 2   |             | Obra popular XVI                   | El Far d'Empordà C. del Centre 2          | 42° 15′ 07″ N, 2° 59′ 44″ E / 42.251925°N,2.995645°E | IPA-39317     | Casa al carrer del Centre, 2 (el Far d'Empordà) · Vegeu més fotos d'aquest monument · Carregueu una nova foto d'aquest monument   |

## Figueres
Vegeu la llista de monuments de Figueres

## Fortià
| Monument                                                             | Protecció   | Estil/època                        | Localització                                               | Coordenades                                          | Codi?         | Imatge |
| -------------------------------------------------------------------- | ----------- | ---------------------------------- | ---------------------------------------------------------- | ---------------------------------------------------- | ------------- | --- |
| Casa de la Reina Sibil·la, o Can Borrassana                          | BCIN 870-MH | Renaixement XVII                   | Fortià C. de la Reina Sibil·la, 1                          | 42° 14′ 41″ N, 3° 02′ 21″ E / 42.244656°N,3.039251°E | RI-51-0005911 | Casa de la Reina Sibil·la (Fortià) · Vegeu més fotos d'aquest monument · Carregueu una nova foto d'aquest monument         |
| Església parroquial de Sant Julià                                    |             | Gòtic tardà XVI                    | Fortià Pl. de l'Església, 2                                | 42° 14′ 31″ N, 3° 02′ 28″ E / 42.242006°N,3.041007°E | IPA-19716     | Església parroquial de Sant Julià (Fortià) · Vegeu més fotos d'aquest monument · Carregueu una nova foto d'aquest monument |
| Can Queló                                                            |             | Obra popular XVI, XX               | Fortià C. Major 9                                          | 42° 14′ 31″ N, 3° 02′ 26″ E / 42.241884°N,3.040583°E | IPA-37779     | Can Queló (Fortià) · Vegeu més fotos d'aquest monument · Carregueu una nova foto d'aquest monument                         |
| Casa del Delme                                                       |             | Obra popular XVIII Mitjan          | Fortià C. del Delme, 3                                     | 42° 14′ 31″ N, 3° 02′ 29″ E / 42.241938°N,3.041365°E | IPA-37780     | Casa del Delme (Fortià) · Vegeu més fotos d'aquest monument · Carregueu una nova foto d'aquest monument                    |
| Can Via                                                              |             | Obra popular XVII                  | Fortià C. Major                                            | 42° 14′ 29″ N, 3° 02′ 25″ E / 42.241380°N,3.040286°E | IPA-37781     | Can Via (Fortià) · Vegeu més fotos d'aquest monument · Carregueu una nova foto d'aquest monument                           |
| Granja de Fortianell, o Granja Experimental i d'Ensenyament Agrícola |             | Neoclassicisme-romàntic XIX Mitjan | Fortià Ctra. de Vila-sacra                                 | 42° 14′ 34″ N, 3° 01′ 40″ E / 42.242645°N,3.027911°E | IPA-37782     | Granja de Fortianell (Fortià) · Vegeu més fotos d'aquest monument · Carregueu una nova foto d'aquest monument              |
| Molí de la Garriga                                                   |             | Obra popular XVIII-XIX             | Fortià Camí de Fortià al Far d'Empordà, camí de la Garriga | 42° 14′ 27″ N, 3° 00′ 56″ E / 42.240727°N,3.015437°E | IPA-42992     | Carregueu una nova foto d'aquest monument                                                                                  |
| Molí de Fortianell                                                   |             | Obra popular XIX-XX                | Fortià Paratge de Fortianell                               | 42° 14′ 35″ N, 3° 01′ 44″ E / 42.243048°N,3.028813°E | IPA-44904     | Carregueu una nova foto d'aquest monument                                                                                  |

## Garrigàs
Vegeu la llista de monuments de Garrigàs

## Garriguella
Vegeu la llista de monuments de Garriguella

## Jonquera, la
Vegeu la llista de monuments de la Jonquera

## Lladó
| Monument                                               | Protecció   | Estil/època                       | Localització                                                       | Coordenades                                          | Codi?         | Imatge |
| ------------------------------------------------------ | ----------- | --------------------------------- | ------------------------------------------------------------------ | ---------------------------------------------------- | ------------- | --- |
| Església de Santa Maria                                | BCIN 142-MH | Romànic XII                       | Lladó Pl. de l'Església                                            | 42° 14′ 52″ N, 2° 48′ 49″ E / 42.247746°N,2.813489°E | RI-51-0000309 | Església de Santa Maria (Lladó) · Vegeu més fotos d'aquest monument · Carregueu una nova foto d'aquest monument  |
| Monestir de Santa Maria de Lladó, o Sant Joan de Lladó | BCIN 352-MH | Romànic XII                       | Lladó Pl. de la Constitució                                        | 42° 14′ 53″ N, 2° 48′ 48″ E / 42.248073°N,2.813458°E | IPA-400       | Monestir de Santa Maria de Lladó · Vegeu més fotos d'aquest monument · Carregueu una nova foto d'aquest monument |
| Nucli de Lladó, o Lledó d'Empordà                      |             | Obra popular Medieval, XVII-XVIII | Lladó                                                              | 42° 14′ 52″ N, 2° 48′ 50″ E / 42.247682°N,2.813847°E | IPA-19827     | Nucli de Lladó · Vegeu més fotos d'aquest monument · Carregueu una nova foto d'aquest monument                   |
| Ermita dels Apòstols                                   | BCIL 1986   | Obra popular XVI, XVII            | Lladó Camí de Sant Martí Sasserres                                 | 42° 15′ 19″ N, 2° 47′ 54″ E / 42.255302°N,2.798228°E | IPA-19828     | Ermita dels Apòstols (Lladó) · Vegeu més fotos d'aquest monument · Carregueu una nova foto d'aquest monument     |
| Escut de la Casa del Camarer                           |             | Barroc XVI, XVII                  | Lladó Casa del Camarer, dependències de la basílica de Santa Maria | 42° 14′ 52″ N, 2° 48′ 49″ E / 42.2477465°N,2.81349°E | IPA-19863     | Carregueu una nova foto d'aquest monument                                                                        |
| Església de Sant Feliu de Lladó                        | BCIL 1986   | Obra popular XVIII Mitjan         | Lladó Pl. Sant Feliu                                               | 42° 14′ 57″ N, 2° 48′ 50″ E / 42.249289°N,2.813752°E | IPA-19864     | Carregueu una nova foto d'aquest monument                                                                        |
| Antic ajuntament i rectoria de Lladó                   | BCIL 1986   | Obra popular XVII                 | Lladó Pl. Col·legiata                                              | 42° 14′ 52″ N, 2° 48′ 48″ E / 42.247757°N,2.813265°E | IPA-19865     | Carregueu una nova foto d'aquest monument                                                                        |
| Ca n'Olives                                            | BCIL 1986   | Obra popular XVIII                | Lladó Afores                                                       | 42° 15′ 56″ N, 2° 48′ 04″ E / 42.265547°N,2.801239°E | IPA-19866     | Ca n'Olives (Lladó) · Vegeu més fotos d'aquest monument · Carregueu una nova foto d'aquest monument              |
| Creu de terme                                          |             | Obra popular XIX                  | Lladó Ctra. de Figueres                                            | 42° 14′ 41″ N, 2° 49′ 12″ E / 42.244697°N,2.820092°E | IPA-38394     | Carregueu una nova foto d'aquest monument                                                                        |
| Mas Reixach                                            |             | Obra popular XIX                  | Lladó Camí del Manol                                               | 42° 15′ 11″ N, 2° 49′ 11″ E / 42.253153°N,2.819796°E | IPA-38395     | Carregueu una nova foto d'aquest monument                                                                        |
| Can Kiko                                               | BCIL 2012   | Eclecticisme XX                   | Lladó Pl. Major, 1                                                 |                                                      | IPA-40531     | Carregueu una nova foto d'aquest monument                                                                        |

## Llançà
Vegeu al llista de monuments de Llançà

## Llers
Vegeu la llista de monuments de Llers

## Maçanet de Cabrenys
Vegeu la llista de monuments de Maçanet de Cabrenys

## Masarac
| Monument                                                                                      | Protecció    | Estil/època                          | Localització                                                                   | Coordenades                                          | Codi?         | Imatge |
| --------------------------------------------------------------------------------------------- | ------------ | ------------------------------------ | ------------------------------------------------------------------------------ | ---------------------------------------------------- | ------------- | --- |
| Castell de Vilarnadal, o Can Pol, Mas Pou                                                     | BCIN 1030-MH | Gòtic, obra popular XIV-XV           | Masarac Vilarnadal, al sud-est del nucli urbà, a tocar la GIV-6026             | 42° 20′ 27″ N, 2° 57′ 15″ E / 42.340833°N,2.954034°E | RI-51-0005956 | Castell de Vilarnadal (Masarac) · Vegeu més fotos d'aquest monument · Carregueu una nova foto d'aquest monument                              |
| Església de Sant Martí de Masarac                                                             |              | Preromànic, romànic X-XII, XVIII     | Masarac C. de Dalt, 11                                                         | 42° 21′ 05″ N, 2° 58′ 22″ E / 42.351404°N,2.972849°E | IPA-19893     | Església de Sant Martí de Masarac · Vegeu més fotos d'aquest monument · Carregueu una nova foto d'aquest monument                            |
| Església de Santa Maria de l'Om                                                               |              | Romànic, barroc XI, XII, XVIII Final | Masarac A llevant del nucli urbà, al veïnat del Priorat                        | 42° 21′ 06″ N, 2° 58′ 51″ E / 42.351694°N,2.980765°E | IPA-19894     | Església de Santa Maria de l'Om (Masarac) · Vegeu més fotos d'aquest monument · Carregueu una nova foto d'aquest monument                    |
| Pou del carrer de Mont                                                                        |              | Obra popular XX                      | Masarac C. de Mont                                                             | 42° 21′ 05″ N, 2° 58′ 16″ E / 42.351363°N,2.971082°E | IPA-19895     | Pou del carrer de Mont (Masarac) · Vegeu més fotos d'aquest monument · Carregueu una nova foto d'aquest monument                             |
| Església de Sant Pere de Vilarnadal                                                           |              | Obra popular XVII, XVIII             | Masarac Pl. de l'Església - c. de la Font, Vilarnadal                          | 42° 20′ 28″ N, 2° 57′ 11″ E / 42.341244°N,2.953089°E | IPA-19898     | Església de Sant Pere de Vilarnadal (Masarac) · Vegeu més fotos d'aquest monument · Carregueu una nova foto d'aquest monument                |
| Mas Oliva                                                                                     |              | Obra popular XVIII-XIX               | Masarac C. Sant Pere, 14, Vilarnadal                                           | 42° 20′ 32″ N, 2° 57′ 01″ E / 42.342089°N,2.950345°E | IPA-19899     | Mas Oliva (Masarac) · Vegeu més fotos d'aquest monument · Carregueu una nova foto d'aquest monument                                          |
| Mas Sala, o Can Sala                                                                          |              | Obra popular XVII-XVIII              | Masarac Al sud-est del nucli urbà, vessant oriental de la serra del Montpedrós | 42° 20′ 33″ N, 2° 58′ 54″ E / 42.342495°N,2.981763°E | IPA-38714     | Carregueu una nova foto d'aquest monument |
| Mas al costat de l'església de Santa Maria de l'Om, restes del priorat de Santa Maria de l'Om |              | Obra popular XVIII-XIX               | Masarac A llevant del nucli urbà, veïnat del Priorat                           | 42° 21′ 05″ N, 2° 58′ 50″ E / 42.351289°N,2.980540°E | IPA-38715     | Mas al costat de l'església de Santa Maria de l'Om (Masarac) · Vegeu més fotos d'aquest monument · Carregueu una nova foto d'aquest monument |
| Casa al carrer de la Font, 17                                                                 |              | Obra popular XVIII-XIX               | Masarac C. de la Font, 17, Vilarnadal                                          | 42° 20′ 30″ N, 2° 57′ 12″ E / 42.341649°N,2.953229°E | IPA-38716     | Casa al carrer de la Font, 17 (Masarac) · Vegeu més fotos d'aquest monument · Carregueu una nova foto d'aquest monument                      |
| Casa al carrer Font, 1-3                                                                      |              | Obra popular XIX                     | Masarac C. de la Font, 1-3                                                     | 42° 21′ 04″ N, 2° 58′ 23″ E / 42.351130°N,2.973019°E | IPA-38717     | Casa al carrer Font, 1-3 (Masarac) · Vegeu més fotos d'aquest monument · Carregueu una nova foto d'aquest monument                           |
| Conjunt del carrer del Mont                                                                   |              | Obra popular XVII-XIX                | Masarac C. del Mont                                                            | 42° 21′ 04″ N, 2° 58′ 19″ E / 42.350994°N,2.971817°E | IPA-38718     | Conjunt del carrer del Mont (Masarac) · Vegeu més fotos d'aquest monument · Carregueu una nova foto d'aquest monument                        |
| Mas Genís                                                                                     |              | Obra popular XVIII-XIX               | Masarac Al sud-est del nucli urbà, vessant oriental de la serra del Montpedrós | 42° 20′ 33″ N, 2° 58′ 54″ E / 42.342495°N,2.981763°E | IPA-38719     | Carregueu una nova foto d'aquest monument |
| Búnquers de Masarac                                                                           |              | Obra popular XX Mitjan               | Masarac A llevant del nucli urbà, camí del pla d'en Mitró                      | 42° 21′ 05″ N, 2° 58′ 38″ E / 42.351383°N,2.977311°E | IPA-38769     | Búnquers de Masarac · Vegeu més fotos d'aquest monument · Carregueu una nova foto d'aquest monument                                          |
| Casa al carrer de la Font, 8                                                                  |              | Obra popular XVIII-XIX               | Masarac C. de la Font, 8, Vilarnadal                                           | 42° 20′ 28″ N, 2° 57′ 13″ E / 42.341001°N,2.953672°E | IPA-39312     | Casa al carrer de la Font, 8 (Masarac) · Vegeu més fotos d'aquest monument · Carregueu una nova foto d'aquest monument                       |

## Mollet de Peralada
| Monument                                     | Protecció | Estil/època                          | Localització                                    | Coordenades                                          | Codi?     | Imatge |
| -------------------------------------------- | --------- | ------------------------------------ | ----------------------------------------------- | ---------------------------------------------------- | --------- | --- |
| Església parroquial de Sant Cebrià de Mollet | BCIL 1999 | Romànic, obra popular XII, XVIII-XIX | Mollet de Peralada Pl. Església, 12             | 42° 21′ 37″ N, 2° 59′ 59″ E / 42.360409°N,2.999761°E | IPA-17673 | Església parroquial de Sant Cebrià de Mollet (Mollet de Peralada) · Vegeu més fotos d'aquest monument · Carregueu una nova foto d'aquest monument |
| Portal a la plaça de l'Església, 20          |           | Obra popular XVI-XVII                | Mollet de Peralada Pl. de l'Església, 20        | 42° 21′ 39″ N, 2° 59′ 58″ E / 42.360697°N,2.999445°E | IPA-19902 | Carregueu una nova foto d'aquest monument |
| Portal al carrer Plaça, 7                    |           | Obra popular XVII-XIX                | Mollet de Peralada C. de la Plaça, 7            | 42° 21′ 37″ N, 2° 59′ 58″ E / 42.360242°N,2.999494°E | IPA-19903 | Carregueu una nova foto d'aquest monument |
| Mas Sarejol                                  |           | Obra popular XVII, XX                | Mollet de Peralada Camí de les Costes           | 42° 19′ 55″ N, 3° 01′ 25″ E / 42.331902°N,3.023594°E | IPA-19905 | Carregueu una nova foto d'aquest monument |
| Capella de Sant Joan Degollaci               |           | Obra popular XVIII                   | Mollet de Peralada Camí de les Costes de Mollet | 42° 19′ 53″ N, 3° 01′ 23″ E / 42.331272°N,3.023017°E | IPA-19906 | Capella de Sant Joan Degollaci (Mollet de Peralada) · Vegeu més fotos d'aquest monument · Carregueu una nova foto d'aquest monument               |
| La Societat                                  |           | Obra popular, noucentisme XX         | Mollet de Peralada C. la Placeta, 2             | 42° 21′ 36″ N, 2° 59′ 58″ E / 42.360026°N,2.999500°E | IPA-37783 | Carregueu una nova foto d'aquest monument |
| Can Cortada                                  |           | Obra popular XIX Mitjan              | Mollet de Peralada C. Unió, 7                   | 42° 21′ 35″ N, 2° 59′ 59″ E / 42.359747°N,2.999809°E | IPA-37785 | Can Cortada (Mollet de Peralada) · Vegeu més fotos d'aquest monument · Carregueu una nova foto d'aquest monument                                  |
| Casa al carrer Plaça, 7                      |           | Obra popular XVII-XVIII              | Mollet de Peralada C. la Plaça 7                | 42° 21′ 38″ N, 2° 59′ 58″ E / 42.360544°N,2.999409°E | IPA-37786 | Carregueu una nova foto d'aquest monument |

## Navata
| Monument                              | Protecció    | Estil/època                            | Localització                                                               | Coordenades                                          | Codi?         | Imatge |
| ------------------------------------- | ------------ | -------------------------------------- | -------------------------------------------------------------------------- | ---------------------------------------------------- | ------------- | --- |
| Castell de Navata i Capella de Navata | BCIN 1113-MH | Romànic XIII                           | Navata A uns 2 km al sud-oest del nucli urbà                               | 42° 12′ 38″ N, 2° 51′ 32″ E / 42.210521°N,2.858813°E | RI-51-0005966 | Castell de Navata · Vegeu més fotos d'aquest monument · Carregueu una nova foto d'aquest monument                         |
| Torre Mirona                          | BCIN 1114-MH |                                        | Navata                                                                     | 42° 13′ 59″ N, 2° 51′ 56″ E / 42.232979°N,2.865442°E | RI-51-0005967 | Carregueu una nova foto d'aquest monument                                                                                 |
| Església parroquial de Sant Pere      |              | Gòtic tardà, barroc XVII, XVIII Mitjan | Navata Pl. de l'Església                                                   | 42° 13′ 26″ N, 2° 51′ 41″ E / 42.223880°N,2.861450°E | IPA-19909     | Església parroquial de Sant Pere (Navata) · Vegeu més fotos d'aquest monument · Carregueu una nova foto d'aquest monument |
| Llindes cases nucli antic             |              | Obra popular XVI-XVIII                 | Navata C. de l'Empordà - pl. de la Vila - c. Pare Planes - pl. Sant Antoni | 42° 13′ 26″ N, 2° 51′ 38″ E / 42.223757°N,2.860529°E | IPA-19910     | Carregueu una nova foto d'aquest monument                                                                                 |
| Església vella de Sant Pere           |              | Romànic XII                            | Navata Veïnat de Can Miró                                                  | 42° 13′ 03″ N, 2° 52′ 02″ E / 42.217433°N,2.867086°E | IPA-19912     | Església vella de Sant Pere (Navata) · Vegeu més fotos d'aquest monument · Carregueu una nova foto d'aquest monument      |
| Església de Sant Esteve               |              | Romànic XII-XIII                       | Navata Veïnat de Canelles                                                  | 42° 11′ 40″ N, 2° 52′ 50″ E / 42.194567°N,2.880438°E | IPA-19914     | Església de Sant Esteve (Navata) · Vegeu més fotos d'aquest monument · Carregueu una nova foto d'aquest monument          |
| Creu de terme del carrer Canelles     |              | Obra popular XX                        | Navata C. Canelles, 6                                                      | 42° 13′ 21″ N, 2° 51′ 46″ E / 42.222422°N,2.862798°E | IPA-30616     | Carregueu una nova foto d'aquest monument                                                                                 |
| Creu de terme dels Vilars             |              | XIX-XX                                 | Navata Camí dels Vilars                                                    |                                                      | IPA-41073     | Carregueu una nova foto d'aquest monument                                                                                 |
| Restes de la Muralla de Navata        |              | Obra popular XIV-XV                    | Navata Pl. Sant Antoni i perímetre nucli antic                             | 42° 13′ 24″ N, 2° 51′ 42″ E / 42.22322°N,2.86168°E   | IPA-41074     | Carregueu una nova foto d'aquest monument                                                                                 |

## Ordis
| Monument                                                    | Protecció    | Estil/època                                                                  | Localització                                                    | Coordenades                                          | Codi?         | Imatge |
| ----------------------------------------------------------- | ------------ | ---------------------------------------------------------------------------- | --------------------------------------------------------------- | ---------------------------------------------------- | ------------- | --- |
| Mas Vilar, Mas Vilà                                         | BCIN 1143-MH | Obra popular XVII-XVIII, XX                                                  | Ordis                                                           | 42° 12′ 15″ N, 2° 53′ 57″ E / 42.204045°N,2.899293°E | RI-51-0005972 | Carregueu una nova foto d'aquest monument                                                                                                   |
| Església de Sant Nicolau                                    |              | Romànic XII-XIII                                                             | Ordis Veïnat de Sant Nicolau                                    | 42° 12′ 10″ N, 2° 53′ 27″ E / 42.202863°N,2.890917°E | IPA-19919     | Església de Sant Nicolau (Ordis) · Vegeu més fotos d'aquest monument · Carregueu una nova foto d'aquest monument                            |
| Església de Santa Maria de Pols                             |              | Obra popular XVI                                                             | Ordis Veïnat de Pols                                            | 42° 13′ 52″ N, 2° 53′ 06″ E / 42.231020°N,2.884876°E | IPA-19920     | Església de Santa Maria de Pols (Ordis) · Vegeu més fotos d'aquest monument · Carregueu una nova foto d'aquest monument                     |
| Mas Roig                                                    |              | Obra popular XVIII-XIX                                                       | Ordis Al costat de la Ctra. que va de la N-II a la Ctra. d'Olot | 42° 13′ 41″ N, 2° 52′ 57″ E / 42.227992°N,2.882513°E | IPA-19921     | Carregueu una nova foto d'aquest monument                                                                                                   |
| Can Tubert, el Taronger                                     |              | Obra popular XVII-XVIII                                                      | Ordis Ctra. a Olot                                              | 42° 13′ 03″ N, 2° 54′ 21″ E / 42.217435°N,2.905946°E | IPA-19922     | Carregueu una nova foto d'aquest monument                                                                                                   |
| Cal Corraler                                                |              | Gòtic tardà, obra popular XVI-XVII                                           | Ordis C. de la Tria, prop de Sant Julià d'Ordis                 | 42° 13′ 07″ N, 2° 54′ 26″ E / 42.218729°N,2.907332°E | IPA-19924     | Carregueu una nova foto d'aquest monument                                                                                                   |
| Església parroquial de Sant Julià i Santa Basilissa d'Ordís |              | Romànic, gòtic tardà, neoclassicisme, obra popular XII-XIII, XVI-XVII, XVIII | Ordis                                                           | 42° 13′ 07″ N, 2° 54′ 25″ E / 42.218625°N,2.906944°E | IPA-19927     | Església parroquial de Sant Julià i Santa Basilissa d'Ordís · Vegeu més fotos d'aquest monument · Carregueu una nova foto d'aquest monument |
| Can Vidalic                                                 |              | Obra popular XVII-XVIII                                                      | Ordis C. Coll, 2                                                | 42° 13′ 05″ N, 2° 54′ 23″ E / 42.218053°N,2.906357°E | IPA-19929     | Carregueu una nova foto d'aquest monument                                                                                                   |
| Mas Bofill                                                  |              | Gòtic tardà, obra popular XVI                                                | Ordis Veïnat de Pols, a 1,5 km del nucli urbà                   | 42° 13′ 29″ N, 2° 53′ 34″ E / 42.224850°N,2.892667°E | IPA-19931     | Carregueu una nova foto d'aquest monument                                                                                                   |
| Hospital i capella de Santa Caterina                        |              | Gòtic XIV-XV, XVIII-XIX, XX                                                  | Ordis Prop de l'església parroquial d'Ordis                     | 42° 13′ 07″ N, 2° 54′ 26″ E / 42.218729°N,2.907332°E | IPA-32172     | Carregueu una nova foto d'aquest monument                                                                                                   |

## Palau de Santa Eulàlia
| Monument                                     | Protecció    | Estil/època                                 | Localització                                              | Coordenades                                          | Codi?         | Imatge |
| -------------------------------------------- | ------------ | ------------------------------------------- | --------------------------------------------------------- | ---------------------------------------------------- | ------------- | --- |
| Palau Sardiaca, Castell de Palau Sardiaca    | BCIN 1179-MH | Gòtic XIV, XVI                              | Palau de Santa Eulàlia Veïnat de Palau                    | 42° 10′ 39″ N, 2° 58′ 10″ E / 42.177522°N,2.96932°E  | RI-51-0003237 | Palau Sardiaca (Palau de Santa Eulàlia) · Vegeu més fotos d'aquest monument · Carregueu una nova foto d'aquest monument                            |
| Església de Sant Esteve de Palau Sardiaca    | BCIL 2011    | Romànic X-XI                                | Palau de Santa Eulàlia Palau Sardiaca                     | 42° 10′ 39″ N, 2° 58′ 10″ E / 42.177594°N,2.969334°E | IPA-19934     | Església de Sant Esteve de Palau Sardiaca (Palau de Santa Eulàlia) · Vegeu més fotos d'aquest monument · Carregueu una nova foto d'aquest monument |
| Església de Santa Eulàlia                    | BCIL 2011    | Romànic XIII-XIV, XVII, XVIII               | Palau de Santa Eulàlia Pl. Major, Santa Eulàlia de Palau  | 42° 10′ 24″ N, 2° 57′ 53″ E / 42.173425°N,2.964720°E | IPA-19936     | Església de Santa Eulàlia (Palau de Santa Eulàlia) · Vegeu més fotos d'aquest monument · Carregueu una nova foto d'aquest monument                 |
| Habitatge al carrer de Baix 4, Ca l'Hospital | BCIL 2011    | Gòtic tardà XVI                             | Palau de Santa Eulàlia C. Baix, 4, Santa Eulàlia de Palau | 42° 10′ 24″ N, 2° 57′ 54″ E / 42.173310°N,2.964911°E | IPA-19937     | Carregueu una nova foto d'aquest monument |
| Can Casals                                   | BCIL 2011    | Obra popular XIX Inici                      | Palau de Santa Eulàlia Pl. Constitució, 2, Palau          | 42° 10′ 38″ N, 2° 58′ 09″ E / 42.177272°N,2.969289°E | IPA-36766     | Can Casals (Palau de Santa Eulàlia) · Vegeu més fotos d'aquest monument · Carregueu una nova foto d'aquest monument                                |
| Can Masover                                  |              | Obra popular XVIII-XIX                      | Palau de Santa Eulàlia C. de Dalt, 7, Palau               | 42° 10′ 40″ N, 2° 58′ 10″ E / 42.177833°N,2.969531°E | IPA-36768     | Can Masover (Palau de Santa Eulàlia) · Vegeu més fotos d'aquest monument · Carregueu una nova foto d'aquest monument                               |
| Can Ramena                                   |              | Obra popular XVII-XVIII                     | Palau de Santa Eulàlia Pl. Constitució, 3, Palau          | 42° 10′ 38″ N, 2° 58′ 09″ E / 42.177346°N,2.969110°E | IPA-36769     | Can Ramena (Palau de Santa Eulàlia) · Vegeu més fotos d'aquest monument · Carregueu una nova foto d'aquest monument                                |
| Ca l'Estrany                                 |              | Obra popular XVIII                          | Palau de Santa Eulàlia C. de Baix, 4, Santa Eulàlia       | 42° 10′ 25″ N, 2° 57′ 54″ E / 42.173481°N,2.965068°E | IPA-36771     | Carregueu una nova foto d'aquest monument |
| Can Camps, Mas Fort                          |              | Gòtic tardà, obra popular XVII, XVIII Inici | Palau de Santa Eulàlia C. de Baix, 8, Santa Eulàlia       | 42° 10′ 23″ N, 2° 57′ 54″ E / 42.173078°N,2.964890°E | IPA-36772     | Carregueu una nova foto d'aquest monument |
| La Rectoria, el Palau                        |              | Obra popular XVII-XIX                       | Palau de Santa Eulàlia C. del Pou, 10, Santa Eulàlia      | 42° 10′ 22″ N, 2° 57′ 53″ E / 42.172903°N,2.964860°E | IPA-36775     | Carregueu una nova foto d'aquest monument |
| Creu de terme de l'Estanyol                  | BCIL 2011    | Gòtic tardà XVI-XVII                        | Palau de Santa Eulàlia Veïnat de l'Estanyet               | 42° 11′ 34″ N, 2° 59′ 01″ E / 42.192824°N,2.983537°E | IPA-36778     | Carregueu una nova foto d'aquest monument |
| Can Batlle                                   | BCIL 2011    | Obra popular XVII-XIX                       | Palau de Santa Eulàlia C. de Baix, 9, Palau               | 42° 10′ 38″ N, 2° 58′ 09″ E / 42.177166°N,2.969156°E | IPA-39377     | Can Batlle (Palau de Santa Eulàlia) · Vegeu més fotos d'aquest monument · Carregueu una nova foto d'aquest monument                                |
| Mas Peire                                    | BCIL 2011    | Obra popular XVIII                          | Palau de Santa Eulàlia                                    |                                                      | IPA-45927     | Carregueu una nova foto d'aquest monument |

## Palau-saverdera
Vegeu la llista de monuments de Palau-saverdera

## Pau
| Monument                                                                  | Protecció    | Estil/època                        | Localització                                                                    | Coordenades                                          | Codi?         | Imatge |
| ------------------------------------------------------------------------- | ------------ | ---------------------------------- | ------------------------------------------------------------------------------- | ---------------------------------------------------- | ------------- | --- |
| Castell o Cal Marquès                                                     | BCIN 1212-MH | Obra popular XVII-XVIII            | Pau Pl. Major, 6                                                                | 42° 18′ 56″ N, 3° 07′ 00″ E / 42.315669°N,3.116549°E | RI-51-0006016 | Carregueu una nova foto d'aquest monument                                                                    |
| Castell de Vilaüt                                                         | BCIN 1213-MH | Obra popular XIII-XV               | Pau Camp del Castell, vora Vilaüt, GR 92-0                                      | 42° 17′ 55″ N, 3° 06′ 52″ E / 42.298562°N,3.114432°E | RI-51-0006017 | Castell de Vilaüt (Pau) · Vegeu més fotos d'aquest monument · Carregueu una nova foto d'aquest monument      |
| Església de Sant Martí, o Sant Martí de Pau                               |              | Romànic XI, XII-XIII, XVII-XVIII   | Pau Pl. Major, 1                                                                | 42° 18′ 57″ N, 3° 07′ 00″ E / 42.315868°N,3.116582°E | IPA-19948     | Església de Sant Martí (Pau) · Vegeu més fotos d'aquest monument · Carregueu una nova foto d'aquest monument |
| Cal Frai Llàtzer, Mas de Dalt                                             |              | Gòtic tardà, obra popular XVI-XVII | Pau Veïnat de Vilaüt                                                            | 42° 17′ 50″ N, 3° 06′ 45″ E / 42.297306°N,3.112453°E | IPA-19953     | Carregueu una nova foto d'aquest monument                                                                    |
| Mas dels Frares                                                           |              | Obra popular XX, XVI-XVIII         | Pau Paratge del Mas dels Frares, a l'est del nucli                              | 42° 18′ 49″ N, 3° 07′ 29″ E / 42.313684°N,3.124665°E | IPA-19954     | Carregueu una nova foto d'aquest monument                                                                    |
| Creu de terme, o la Creu Blanca, Creu de Pas                              |              | Gòtic, obra popular XV             | Pau Al coll de la Creu Blanca, al mig del vell camí de Pau a Sant Pere de Rodes | 42° 19′ 30″ N, 3° 08′ 21″ E / 42.325060°N,3.139298°E | IPA-30868     | Carregueu una nova foto d'aquest monument                                                                    |
| Can Geli, o Can Bassach, Can Bassat                                       |              | Obra popular XVII-XVIII            | Pau C. del Rei, 7                                                               | 42° 18′ 56″ N, 3° 07′ 03″ E / 42.315441°N,3.117512°E | IPA-37814     | Carregueu una nova foto d'aquest monument                                                                    |
| Cooperativa Agrícola, o Celler de Pau, Celler d'Empordàlia                |              | Obra popular XX Mitjan             | Pau Ctra. GI-610 de Roses, km 7, rotonda d'entrada a Pau                        | 42° 18′ 51″ N, 3° 06′ 48″ E / 42.314207°N,3.113366°E | IPA-37818     | Cooperativa Agrícola (Pau) · Vegeu més fotos d'aquest monument · Carregueu una nova foto d'aquest monument   |
| Torre d'en Mornau                                                         |              | Obra popular XIX                   | Pau Ctra. de Pau a Castelló d'Empúries                                          | 42° 17′ 39″ N, 3° 05′ 34″ E / 42.294299°N,3.092817°E | IPA-37824     | Carregueu una nova foto d'aquest monument                                                                    |
| Can Pallola                                                               |              | Obra popular XVIII                 | Pau Pl. Major, 3                                                                | 42° 18′ 58″ N, 3° 06′ 58″ E / 42.316222°N,3.116246°E | IPA-37825     | Can Pallola (Pau) · Vegeu més fotos d'aquest monument · Carregueu una nova foto d'aquest monument            |
| Mas de Santa Maria de Penardell, o del Penardell                          |              | Obra popular XVIII-XIX             | Pau Ctra. de Pau a Castelló d'Empúries, 21                                      | 42° 17′ 58″ N, 3° 05′ 58″ E / 42.299477°N,3.099473°E | IPA-37826     | Carregueu una nova foto d'aquest monument                                                                    |
| Habitatge al carrer Tramuntana, o Col·lecció d'Eines Salvador Comas       |              | Obra popular XIX                   | Pau C. Tramuntana, 14                                                           | 42° 19′ 01″ N, 3° 07′ 08″ E / 42.316818°N,3.118844°E | IPA-38158     | Carregueu una nova foto d'aquest monument                                                                    |
| Escoles nacionals, o les escoles unitàries, CEIP Pau, Col·legi públic Pau |              | Obra popular XX Mitjan             | Pau C. Sant Pere de Roda, 5                                                     | 42° 19′ 00″ N, 3° 07′ 04″ E / 42.316729°N,3.117891°E | IPA-38159     | Escoles nacionals (Pau) · Vegeu més fotos d'aquest monument · Carregueu una nova foto d'aquest monument      |
| Rec i safareig de la plaça Major                                          |              | Obra popular XIX                   | Pau Pl. Major                                                                   | 42° 18′ 56″ N, 3° 06′ 59″ E / 42.315472°N,3.116320°E | IPA-38162     | Carregueu una nova foto d'aquest monument                                                                    |

## Pedret i Marzà
| Monument                                             | Protecció    | Estil/època            | Localització                                                                                 | Coordenades                                          | Codi?         | Imatge |
| ---------------------------------------------------- | ------------ | ---------------------- | -------------------------------------------------------------------------------------------- | ---------------------------------------------------- | ------------- | --- |
| Castell de Marzà, muralles de Marzà, portal de Marzà | BCIN 1215-MH | Obra popular XIII, XIV | Pedret i Marzà Nucli antic de Marzà                                                          | 42° 18′ 41″ N, 3° 04′ 00″ E / 42.311399°N,3.066753°E | RI-51-0006018 | Castell de Marzà (Pedret i Marzà) · Vegeu més fotos d'aquest monument · Carregueu una nova foto d'aquest monument                      |
| Mas Can Sala                                         |              | Obra popular XVIII-XIX | Pedret i Marzà Ctra. de Pedret                                                               | 42° 18′ 24″ N, 3° 04′ 30″ E / 42.306746°N,3.075054°E | IPA-38154     | Carregueu una nova foto d'aquest monument                                                                                              |
| Església de Sant Isidre i Sant Antoni                |              | Obra popular XX Final  | Pedret i Marzà C. del Mar, 7                                                                 | 42° 18′ 39″ N, 3° 03′ 58″ E / 42.310736°N,3.066219°E | IPA-38155     | Església de Sant Isidre i Sant Antoni (Pedret i Marzà) · Vegeu més fotos d'aquest monument · Carregueu una nova foto d'aquest monument |
| Can Serra                                            |              | Obra popular XVI, XVII | Pedret i Marzà Zona de la Coromina, camí a Vilanova de la Muga des de la carretera de Pedret | 42° 18′ 09″ N, 3° 04′ 31″ E / 42.302500°N,3.075183°E | IPA-38156     | Carregueu una nova foto d'aquest monument                                                                                              |
| Antigues Escoles de Marzà, o Casa de la Vila         |              | Obra popular XX Inici  | Pedret i Marzà C. del Mar, 2                                                                 | 42° 18′ 38″ N, 3° 04′ 01″ E / 42.310452°N,3.066941°E | IPA-38157     | Carregueu una nova foto d'aquest monument                                                                                              |
| Església parroquial de Sant Esteve                   |              | Romànic XII-XIII       | Pedret i Marzà C. de l'Església, 5, nucli de Pedret (GIV-6101, de Pau a Pedret)              | 42° 18′ 23″ N, 3° 04′ 58″ E / 42.306430°N,3.082786°E | IPA-19957     | Església parroquial de Sant Esteve (Pedret i Marzà) · Vegeu més fotos d'aquest monument · Carregueu una nova foto d'aquest monument    |

## Peralada
Vegeu la llista de monuments de Peralada

## Pont de Molins
Vegeu la llista de monuments de Pont de Molins

## Pontós
Vegeu la llista de monuments de Pontós

## Port de la Selva, el
Vegeu la llista de monuments del Port de la Selva

## Portbou
Vegeu la llista de monuments de Portbou

## Rabós
| Monument                                            | Protecció   | Estil/època                                                         | Localització                                                           | Coordenades                                          | Codi?         | Imatge |
| --------------------------------------------------- | ----------- | ------------------------------------------------------------------- | ---------------------------------------------------------------------- | ---------------------------------------------------- | ------------- | --- |
| Monestir de Sant Quirze de Colera                   | BCIN 175-MH | Preromànic, romànic, gòtic, obra popular IX-X, XI, XII-XIII, XIV-XV | Rabós A 5 km al nord-est del nucli urbà, camí vell del coll de Banyuls | 42° 24′ 58″ N, 3° 03′ 32″ E / 42.416233°N,3.058889°E | RI-51-0000562 | Monestir de Sant Quirze de Colera (Rabós) · Vegeu més fotos d'aquest monument · Carregueu una nova foto d'aquest monument        |
| Església parroquial de Sant Julià i Santa Basilissa |             | Romànic XIV                                                         | Rabós Pl. de l'Església                                                | 42° 22′ 44″ N, 3° 01′ 43″ E / 42.379012°N,3.028701°E | IPA-20130     | Església de Sant Julià i Santa Basilissa (Rabós) · Vegeu més fotos d'aquest monument · Carregueu una nova foto d'aquest monument |
| Pont de Rabós                                       |             | Obra popular XIV-XV, XVIII                                          | Rabós A llevant del nucli urbà, damunt la riera de l'Orlina            | 42° 22′ 44″ N, 3° 01′ 48″ E / 42.378818°N,3.030068°E | IPA-20132     | Pont a Rabós · Vegeu més fotos d'aquest monument · Carregueu una nova foto d'aquest monument                                     |
| Ermita de Sant Romà                                 |             | Romànic XI                                                          | Rabós Veïnat de Delfià                                                 | 42° 21′ 20″ N, 3° 01′ 56″ E / 42.355528°N,3.032194°E | IPA-20133     | Ermita de Sant Romà (Rabós) · Vegeu més fotos d'aquest monument · Carregueu una nova foto d'aquest monument                      |
| Cases al carrer de l'Església, 4 i 6                |             | Obra popular XVIII-XIX                                              | Rabós C. de l'Església, 4 i 6                                          | 42° 22′ 42″ N, 3° 01′ 42″ E / 42.378350°N,3.028379°E | IPA-39318     | Cases al carrer de l'Església, 4 i 6 (Rabós) · Vegeu més fotos d'aquest monument · Carregueu una nova foto d'aquest monument     |
| Conjunt del carrer del Pont                         |             | Obra popular XVIII Final                                            | Rabós C. del Pont                                                      | 42° 22′ 43″ N, 3° 01′ 46″ E / 42.378683°N,3.029339°E | IPA-39319     | Conjunt del carrer del Pont (Rabós) · Vegeu més fotos d'aquest monument · Carregueu una nova foto d'aquest monument              |
| Can Manyana, Molí del Pont, Ca n'Axau               |             | Obra popular XIX Final                                              | Rabós C. del Pont, 17                                                  | 42° 22′ 44″ N, 3° 01′ 47″ E / 42.379021°N,3.029813°E | IPA-39321     | Can Manyana (Rabós) · Vegeu més fotos d'aquest monument · Carregueu una nova foto d'aquest monument                              |
| Casa al carrer Costa d'en Vinyes, 2                 |             | Obra popular XVIII Final                                            | Rabós C. Costa d'en Vinyes, 2                                          | 42° 22′ 42″ N, 3° 01′ 43″ E / 42.378449°N,3.028562°E | IPA-39322     | Casa al carrer Costa d'en Vinyes, 2 (Rabós) · Vegeu més fotos d'aquest monument · Carregueu una nova foto d'aquest monument      |
| Fàbrica de les Pipes, Molí del Mig                  |             | Obra popular XIX, XXI Inici                                         | Rabós C. del Pont, 16                                                  | 42° 22′ 43″ N, 3° 01′ 46″ E / 42.378701°N,3.029527°E | IPA-39352     | Fàbrica de les Pipes (Rabós) · Vegeu més fotos d'aquest monument · Carregueu una nova foto d'aquest monument                     |
| La Rajoleria de Delfià                              |             | Obra popular XVIII                                                  | Rabós Al nord-oest de l'ermita de Sant Romà de Delfià                  | 42° 21′ 22″ N, 3° 01′ 45″ E / 42.356136°N,3.029280°E | IPA-39702     | Carregueu una nova foto d'aquest monument                                                                                        |
| Obertures del nucli de Rabós                        |             | Obra popular XVIII-XIX                                              | Rabós Al bell mig del nucli urbà                                       | 42° 22′ 43″ N, 3° 01′ 42″ E / 42.378737°N,3.028288°E | IPA-39703     | Obertures del nucli de Rabós · Vegeu més fotos d'aquest monument · Carregueu una nova foto d'aquest monument                     |

## Riumors
| Monument                          | Protecció | Estil/època              | Localització              | Coordenades                                          | Codi?     | Imatge |
| --------------------------------- | --------- | ------------------------ | ------------------------- | ---------------------------------------------------- | --------- | --- |
| Església parroquial de Sant Mamet |           | Obra popular XVIII Final | Riumors Pl. de l'Església | 42° 13′ 39″ N, 3° 02′ 32″ E / 42.227487°N,3.042294°E | IPA-20151 | Església parroquial de Sant Mamet (Riumors) · Vegeu més fotos d'aquest monument · Carregueu una nova foto d'aquest monument |
| Palacio Petit de la Casa Xatmar   |           | Obra popular XVIII-XIX   | Riumors Pl. Vella, 10     | 42° 13′ 36″ N, 3° 02′ 33″ E / 42.226668°N,3.042548°E | IPA-38118 | Palacio Petit de la Casa Xatmar (Riumors) · Vegeu més fotos d'aquest monument · Carregueu una nova foto d'aquest monument   |

## Roses
Vegeu la llista de monuments de Roses

## Sant Climent Sescebes
Vegeu la llista de monuments de Sant Climent Sescebes

## Sant Llorenç de la Muga
Vegeu la llista de monuments de Sant Llorenç de la Muga

## Sant Miquel de Fluvià
| Monument                          | Protecció   | Estil/època                   | Localització                                                | Coordenades                                          | Codi?         | Imatge |
| --------------------------------- | ----------- | ----------------------------- | ----------------------------------------------------------- | ---------------------------------------------------- | ------------- | --- |
| Església de Sant Miquel de Fluvià | BCIN 202-MH | Romànic, gòtic XI, XII, XVI   | Sant Miquel de Fluvià Pl. de l'Església                     | 42° 10′ 19″ N, 2° 59′ 30″ E / 42.171808°N,2.991732°E | RI-51-0000563 | Església de Sant Miquel de Fluvià · Vegeu més fotos d'aquest monument · Carregueu una nova foto d'aquest monument                    |
| Relleu de la Casa de la Vila      |             | Renaixement XVI               | Sant Miquel de Fluvià C. Major, davant de l'església        | 42° 10′ 20″ N, 2° 59′ 31″ E / 42.172088°N,2.992011°E | IPA-20278     | Relleu de la Casa de la Vila (Sant Miquel de Fluvià) · Vegeu més fotos d'aquest monument · Carregueu una nova foto d'aquest monument |
| Ermita de Sant Sebastià           |             | Obra popular XVIII Inici      | Sant Miquel de Fluvià A 1 km de Sant Miquel, dalt d'un turó | 42° 10′ 51″ N, 2° 59′ 19″ E / 42.180743°N,2.988571°E | IPA-38119     | Ermita de Sant Sebastià (Sant Miquel de Fluvià) · Vegeu més fotos d'aquest monument · Carregueu una nova foto d'aquest monument      |
| Casa al carrer Nou, 10            |             | Obra popular XIX              | Sant Miquel de Fluvià C. Nou, 10                            | 42° 10′ 18″ N, 2° 59′ 32″ E / 42.171566°N,2.992126°E | IPA-39106     | Carregueu una nova foto d'aquest monument                                                                                            |
| Antiga rectoria                   |             | Obra popular XVIII, XIX       | Sant Miquel de Fluvià C. de la Font, 7                      | 42° 10′ 18″ N, 2° 59′ 29″ E / 42.171687°N,2.991418°E | IPA-39107     | Antiga rectoria (Sant Miquel de Fluvià) · Vegeu més fotos d'aquest monument · Carregueu una nova foto d'aquest monument              |
| Can Feliu                         |             | Obra popular XVI              | Sant Miquel de Fluvià C. Mar, 2                             | 42° 10′ 20″ N, 2° 59′ 32″ E / 42.172237°N,2.992211°E | IPA-39162     | Can Feliu (Sant Miquel de Fluvià) · Vegeu més fotos d'aquest monument · Carregueu una nova foto d'aquest monument                    |
| Casa al carrer Nou, 9             |             | Obra popular XVIII, XIX Final | Sant Miquel de Fluvià C. Nou, 9                             | 42° 10′ 19″ N, 2° 59′ 34″ E / 42.171831°N,2.992768°E | IPA-39163     | Carregueu una nova foto d'aquest monument                                                                                            |
| Centre Cívic El Club              |             | Obra popular XX Inici         | Sant Miquel de Fluvià C. de l'Estació, 2                    | 42° 10′ 23″ N, 2° 59′ 31″ E / 42.173142°N,2.991950°E | IPA-39164     | Centre Cívic El Club (Sant Miquel de Fluvià) · Vegeu més fotos d'aquest monument · Carregueu una nova foto d'aquest monument         |
| Can Gelada                        |             | Obra popular XVIII, XIX       | Sant Miquel de Fluvià C. Figueres, 6                        | 42° 10′ 24″ N, 2° 59′ 34″ E / 42.173286°N,2.992774°E | IPA-39165     | Can Gelada (Sant Miquel de Fluvià) · Vegeu més fotos d'aquest monument · Carregueu una nova foto d'aquest monument                   |
| Casa de la Volta                  |             | Obra popular XVII, XIX        | Sant Miquel de Fluvià C. Pedra, 1                           | 42° 10′ 23″ N, 2° 59′ 34″ E / 42.173070°N,2.992695°E | IPA-39166     | Casa de la Volta (Sant Miquel de Fluvià) · Vegeu més fotos d'aquest monument · Carregueu una nova foto d'aquest monument             |
| Casa al carrer Mar, 5             |             | Obra popular XVII, XIX        | Sant Miquel de Fluvià C. Mar, 5                             | 42° 10′ 20″ N, 2° 59′ 34″ E / 42.172178°N,2.992852°E | IPA-39167     | Casa al carrer Mar, 5 (Sant Miquel de Fluvià) · Vegeu més fotos d'aquest monument · Carregueu una nova foto d'aquest monument        |

## Sant Mori
Vegeu la llista de monuments de Sant Mori

## Sant Pere Pescador
Vegeu la llista de monuments de Sant Pere Pescador

## Santa Llogaia d'Àlguema
| Monument                             | Protecció | Estil/època                           | Localització                                    | Coordenades                                          | Codi?     | Imatge |
| ------------------------------------ | --------- | ------------------------------------- | ----------------------------------------------- | ---------------------------------------------------- | --------- | --- |
| Església parroquial de Santa Llogaia |           | Romànic, obra popular XI, XVIII Final | Santa Llogaia d'Àlguema Pl. de l'Església       | 42° 14′ 00″ N, 2° 57′ 08″ E / 42.233326°N,2.952187°E | IPA-20294 | Església parroquial de Santa Llogaia (Santa Llogaia d'Àlguema) · Vegeu més fotos d'aquest monument · Carregueu una nova foto d'aquest monument |
| Restes de l'antic portal de muralla  |           | Obra popular XIV                      | Santa Llogaia d'Àlguema A llevant de l'església | 42° 14′ 01″ N, 2° 57′ 09″ E / 42.233506°N,2.952501°E | IPA-20295 | Restes de l'antic portal de muralla (Santa Llogaia d'Àlguema) · Vegeu més fotos d'aquest monument · Carregueu una nova foto d'aquest monument  |
| Habitatge al carrer Sant Antoni, 13  |           | Obra popular, gòtic tardà XVI         | Santa Llogaia d'Àlguema C. Sant Antoni 13       | 42° 14′ 00″ N, 2° 57′ 10″ E / 42.233376°N,2.952647°E | IPA-20296 | Habitatge al carrer Sant Antoni, 13 (Santa Llogaia d'Àlguema) · Vegeu més fotos d'aquest monument · Carregueu una nova foto d'aquest monument  |
| Habitatge al carrer Sant Antoni, 11  |           | Obra popular, gòtic-renaixement XVI   | Santa Llogaia d'Àlguema C. Sant Antoni, 11      | 42° 14′ 00″ N, 2° 57′ 10″ E / 42.233259°N,2.952720°E | IPA-20297 | Habitatge al carrer Sant Antoni, 11 (Santa Llogaia d'Àlguema) · Vegeu més fotos d'aquest monument · Carregueu una nova foto d'aquest monument  |

## Saus, Camallera i Llampaies
Vegeu la llista de monuments de Saus, Camallera i Llampaies

## Selva de Mar, la
Vegeu la llista de monuments de la Selva de Mar

## Siurana
| Monument                                                   | Protecció    | Estil/època                              | Localització                                | Coordenades                                          | Codi?         | Imatge |
| ---------------------------------------------------------- | ------------ | ---------------------------------------- | ------------------------------------------- | ---------------------------------------------------- | ------------- | --- |
| Castell de Siurana                                         | BCIN 1574-MH | Medieval                                 | Siurana Darrere l'església                  | 42° 12′ 33″ N, 2° 59′ 41″ E / 42.209222°N,2.994647°E | RI-51-0006118 | Castell de Siurana (Alt Empordà) · Vegeu més fotos d'aquest monument · Carregueu una nova foto d'aquest monument              |
| Església parroquial de Santa Coloma                        |              | Romànic, obra popular XII-XIII, XVIII    | Siurana C. Nou                              | 42° 12′ 34″ N, 2° 59′ 41″ E / 42.209494°N,2.994611°E | IPA-20349     | Església parroquial de Santa Coloma (Siurana) · Vegeu més fotos d'aquest monument · Carregueu una nova foto d'aquest monument |
| Creu de la Santa Missió                                    |              | Obra popular XX Mitjan                   | Siurana C. del Pont                         | 42° 12′ 33″ N, 2° 59′ 41″ E / 42.209088°N,2.994587°E | IPA-30620     | Carregueu una nova foto d'aquest monument                                                                                     |
| Cal Robusto, la Torre de Baseia                            |              | Obra popular XII-XIII                    | Siurana Veïnat de Baseia                    | 42° 12′ 33″ N, 3° 00′ 22″ E / 42.209246°N,3.006078°E | IPA-38120     | Carregueu una nova foto d'aquest monument                                                                                     |
| Carcabà del Molí de Ribera                                 |              | Obra popular XVI-XVII                    | Siurana Mas el Molí                         | 42° 12′ 36″ N, 2° 59′ 26″ E / 42.209944°N,2.990607°E | IPA-38121     | Carcabà del Molí de Ribera (Siurana) · Vegeu més fotos d'aquest monument · Carregueu una nova foto d'aquest monument          |
| Mas al veïnat de Baseia, Corral de Can Vadora, Mas Floreta |              | Obra popular XVI                         | Siurana Veïnat de Baseia                    | 42° 12′ 35″ N, 3° 00′ 20″ E / 42.209710°N,3.005605°E | IPA-38122     | Mas al veïnat de Baseia (Siurana) · Vegeu més fotos d'aquest monument · Carregueu una nova foto d'aquest monument             |
| Mas Fideuer                                                |              | Obra popular XVI-XVIII                   | Siurana A prop de la carretera de la Bisbal | 42° 13′ 10″ N, 3° 00′ 12″ E / 42.219455°N,3.003395°E | IPA-38123     | Carregueu una nova foto d'aquest monument                                                                                     |
| Molí d'en Biell                                            |              | Obra popular XVIII                       | Siurana Veïnat de Baseia                    | 42° 12′ 27″ N, 3° 00′ 56″ E / 42.207489°N,3.015636°E | IPA-38124     | Carregueu una nova foto d'aquest monument                                                                                     |
| Portal Pes de la Llana                                     |              | Gòtic XVI                                | Siurana C. de Baix                          | 42° 12′ 36″ N, 2° 59′ 43″ E / 42.209931°N,2.995223°E | IPA-38125     | Portal Pes de la Llana (Siurana) · Vegeu més fotos d'aquest monument · Carregueu una nova foto d'aquest monument              |
| Pou de glaç del Molí de Ribera                             |              | Obra popular XVII-XVIII                  | Siurana Mas el Molí                         | 42° 12′ 35″ N, 2° 59′ 25″ E / 42.209777°N,2.990383°E | IPA-38126     | Pou de glaç del Molí de Ribera (Siurana) · Vegeu més fotos d'aquest monument · Carregueu una nova foto d'aquest monument      |
| Mas la Brava                                               |              | Gòtic tardà, obra popular XIII-XIV, XVII | Siurana Ctra. de Sant Tomàs de Fluvià       | 42° 11′ 58″ N, 3° 00′ 12″ E / 42.199434°N,3.003333°E | IPA-38127     | Mas la Brava (Siurana) · Vegeu més fotos d'aquest monument · Carregueu una nova foto d'aquest monument                        |
| Mas Margall                                                |              | Obra popular XVIII, XX                   | Siurana C. de Baix                          | 42° 12′ 40″ N, 2° 59′ 44″ E / 42.211007°N,2.995447°E | IPA-38128     | Mas Margall (Siurana) · Vegeu més fotos d'aquest monument · Carregueu una nova foto d'aquest monument                         |

## Terrades
| Monument                                                                           | Protecció    | Estil/època                                | Localització                                                                    | Coordenades                                          | Codi?         | Imatge |
| ---------------------------------------------------------------------------------- | ------------ | ------------------------------------------ | ------------------------------------------------------------------------------- | ---------------------------------------------------- | ------------- | --- |
| Castell Terrades, Castell de la Roca, el Castellot                                 | BCIN 1620-MH | Obra popular XIII-XIV                      | Terrades Puig de la Roca                                                        | 42° 18′ 27″ N, 2° 51′ 32″ E / 42.307384°N,2.858819°E | RI-51-0006848 | Castell Terrades (Terrades) · Vegeu més fotos d'aquest monument · Carregueu una nova foto d'aquest monument                       |
| Castell de Palau-surroca                                                           | BCIN 1621-MH | Romànic, gòtic X, XIII-XV, XVII-XVIII, XIX | Terrades Veïnat de Palau-surroca                                                | 42° 17′ 53″ N, 2° 52′ 18″ E / 42.298098°N,2.871733°E | RI-51-0006122 | Castell de Palau-surroca (Terrades) · Vegeu més fotos d'aquest monument · Carregueu una nova foto d'aquest monument               |
| Santuari de la Mare de Déu de la Salut                                             |              | Historicisme XVII, XIX Final, XX           | Terrades Vessant nord-oest del puig de Santa Magdalena, ctra. Boadella-Terrades | 42° 19′ 31″ N, 2° 50′ 03″ E / 42.325358°N,2.834264°E | IPA-20352     | Santuari de la Mare de Déu de la Salut (Terrades) · Vegeu més fotos d'aquest monument · Carregueu una nova foto d'aquest monument |
| Ermita de Sant Sebastià                                                            |              | Obra popular XVII                          | Terrades Ctra. Boadella-Terrades-Llers-Figueres                                 | 42° 18′ 36″ N, 2° 50′ 41″ E / 42.310102°N,2.844678°E | IPA-20353     | Ermita de Sant Sebastià (Terrades) · Vegeu més fotos d'aquest monument · Carregueu una nova foto d'aquest monument                |
| Palau-surroca                                                                      |              | Obra popular XIII-XV, XVII-XVIII           | Terrades Al sud-est del nucli urbà de la vila                                   | 42° 17′ 53″ N, 2° 52′ 12″ E / 42.298191°N,2.870050°E | IPA-20354     | Palau-surroca (Terrades) · Vegeu més fotos d'aquest monument · Carregueu una nova foto d'aquest monument                          |
| Ermita de Santa Magdalena, Santa Maria del Codó                                    |              | Romànic, obra popular XV                   | Terrades A dalt de la Muntanya de Santa Magdalena                               | 42° 19′ 28″ N, 2° 49′ 33″ E / 42.324512°N,2.825861°E | IPA-38759     | Ermita de Santa Magdalena (Terrades) · Vegeu més fotos d'aquest monument · Carregueu una nova foto d'aquest monument              |
| Rectoria                                                                           |              | Obra popular XVIII, XIX Inici              | Terrades C. de l'Oli, 7                                                         | 42° 18′ 35″ N, 2° 50′ 17″ E / 42.309850°N,2.837938°E | IPA-39093     | Rectoria (Terrades) · Vegeu més fotos d'aquest monument · Carregueu una nova foto d'aquest monument                               |
| Societat la Unió Terradenca                                                        |              | Obra popular XX Inici                      | Terrades C. Major, 11                                                           | 42° 18′ 37″ N, 2° 50′ 19″ E / 42.310184°N,2.838593°E | IPA-39201     | Societat la Unió Terradenca (Terrades) · Vegeu més fotos d'aquest monument · Carregueu una nova foto d'aquest monument            |
| Font de Terrades                                                                   |              | Obra popular XX Inici                      | Terrades C. del Barri del Pont                                                  | 42° 18′ 31″ N, 2° 50′ 19″ E / 42.308702°N,2.838524°E | IPA-39202     | Font de Terrades (Terrades) · Vegeu més fotos d'aquest monument · Carregueu una nova foto d'aquest monument                       |
| Can Bonal                                                                          |              | Obra popular XVIII Final                   | Terrades Veïnat de Palau-surroca, al sud-est del nucli urbà                     | 42° 17′ 54″ N, 2° 52′ 11″ E / 42.298430°N,2.869667°E | IPA-39203     | Carregueu una nova foto d'aquest monument                                                                                         |
| Galeria del Barri del Mas                                                          |              | Obra popular XIX Mitjan                    | Terrades C. del Barri del Mas                                                   | 42° 18′ 32″ N, 2° 50′ 19″ E / 42.308829°N,2.838730°E | IPA-39204     | Galeria del Barri del Mas (Terrades) · Vegeu més fotos d'aquest monument · Carregueu una nova foto d'aquest monument              |
| Pont al torrent Rissec                                                             |              | Obra popular XVIII-XIX                     | Terrades A ponent del nucli urbà, damunt del torrent del Rissec                 | 42° 18′ 35″ N, 2° 50′ 13″ E / 42.309849°N,2.837077°E | IPA-39205     | Pont al torrent Rissec (Terrades) · Vegeu més fotos d'aquest monument · Carregueu una nova foto d'aquest monument                 |
| Casa de la Vila                                                                    |              | Noucentisme XX                             | Terrades C. Major, 7                                                            | 42° 18′ 37″ N, 2° 50′ 20″ E / 42.310257°N,2.839023°E | IPA-39706     | Casa de la Vila (Terrades) · Vegeu més fotos d'aquest monument · Carregueu una nova foto d'aquest monument                        |
| Llindes del carrer de l'Oli                                                        |              | Obra popular XIX Inici                     | Terrades C. de l'Oli, 3, 4, 5                                                   | 42° 18′ 36″ N, 2° 50′ 16″ E / 42.309944°N,2.837884°E | IPA-39707     | Llindes del carrer de l'Oli (Terrades) · Vegeu més fotos d'aquest monument · Carregueu una nova foto d'aquest monument            |
| Centre Sociosanitari Mare de Déu de la Salut, Germanes de la Caritat de Santa Anna |              | Darreres tendències                        | Terrades Ctra. de la Salut                                                      |                                                      | IPA-46520     | Carregueu una nova foto d'aquest monument                                                                                         |

## Torroella de Fluvià
Vegeu la llista de monuments de Torroella de Fluvià

## Vajol, la
| Monument                       | Protecció | Estil/època                  | Localització                                      | Coordenades                                          | Codi?     | Imatge |
| ------------------------------ | --------- | ---------------------------- | ------------------------------------------------- | ---------------------------------------------------- | --------- | --- |
| Església de Sant Martí         | BCIL 1997 | Romànic XII-XIII, XVII-XVIII | La Vajol Pl. de l'Església                        | 42° 24′ 15″ N, 2° 48′ 00″ E / 42.404068°N,2.800057°E | IPA-15424 | Església de Sant Martí (la Vajol) · Vegeu més fotos d'aquest monument · Carregueu una nova foto d'aquest monument      |
| Can Barris                     |           | Obra popular XIX             | La Vajol Prop la carretera al Coll de la Manrella | 42° 24′ 28″ N, 2° 47′ 24″ E / 42.407720°N,2.789916°E | IPA-20375 | Can Barris (la Vajol) · Vegeu més fotos d'aquest monument · Carregueu una nova foto d'aquest monument                  |
| Habitatge al carrer Darnius, 5 |           | Obra popular XVIII           | La Vajol C. Darnius, 5                            | 42° 24′ 13″ N, 2° 48′ 02″ E / 42.403493°N,2.800429°E | IPA-20376 | Carregueu una nova foto d'aquest monument                                                                              |
| Museu de la Casa de la Vila    |           | Obra popular XVIII           | La Vajol Pl. de l'Església                        | 42° 24′ 14″ N, 2° 48′ 01″ E / 42.403902°N,2.800154°E | IPA-20377 | Museu de la Casa de la Vila (la Vajol) · Vegeu més fotos d'aquest monument · Carregueu una nova foto d'aquest monument |
| Carrer Darnius                 |           | Obra popular XVIII-XX        | La Vajol C. Darnius                               | 42° 24′ 13″ N, 2° 48′ 01″ E / 42.403637°N,2.800350°E | IPA-38870 | Carrer Darnius (la Vajol) · Vegeu més fotos d'aquest monument · Carregueu una nova foto d'aquest monument              |
| Casa a la plaça Major, 2       |           | Obra popular XX Inici        | La Vajol Pl. Major, 2                             | 42° 24′ 14″ N, 2° 48′ 00″ E / 42.403771°N,2.800130°E | IPA-38889 | Carregueu una nova foto d'aquest monument                                                                              |
| Can Quera                      |           | Obra popular XVIII           | La Vajol A 900 metres al nord-oest del nucli      | 42° 24′ 44″ N, 2° 47′ 46″ E / 42.412243°N,2.795977°E | IPA-38890 | Carregueu una nova foto d'aquest monument                                                                              |
| Casa a la plaça Major, 1       |           | Obra popular XVIII           | La Vajol Pl. Major, 1                             | 42° 24′ 14″ N, 2° 48′ 00″ E / 42.403839°N,2.799936°E | IPA-39077 | Carregueu una nova foto d'aquest monument                                                                              |
| Rectoria                       |           | Obra popular XVIII           | La Vajol Pl. de l'Església, 6                     | 42° 24′ 14″ N, 2° 47′ 59″ E / 42.403978°N,2.799717°E | IPA-39161 | Rectoria (la Vajol) · Vegeu més fotos d'aquest monument · Carregueu una nova foto d'aquest monument                    |
| Mina Canta, Mina d'en Negrin   | BCIL 2020 |                              | La Vajol                                          | 42° 24′ 02″ N, 2° 47′ 31″ E / 42.40053°N,2.79182°E   | IPA-49625 | Carregueu una nova foto d'aquest monument                                                                              |

## Ventalló
Vegeu la llista de monuments de Ventalló

## Vilabertran
| Monument                                                                       | Protecció   | Estil/època                                                                    | Localització                                                           | Coordenades                                          | Codi?         | Imatge |
| ------------------------------------------------------------------------------ | ----------- | ------------------------------------------------------------------------------ | ---------------------------------------------------------------------- | ---------------------------------------------------- | ------------- | --- |
| Canònica de Santa Maria de Vilabertran, Monestir de Santa Maria de Vilabertran | BCIN 232-MH | Romànic, gòtic, gòtic tardà, obra popular XI-XII, XII-XIII, XIV-XV, XVI, XVIII | Vilabertran C. Abadia, 4                                               | 42° 16′ 56″ N, 2° 58′ 45″ E / 42.28215°N,2.979046°E  | RI-51-0000353 | Canònica de Santa Maria de Vilabertran · Vegeu més fotos d'aquest monument · Carregueu una nova foto d'aquest monument     |
| Can Reig, Casa de la Vila, Ajuntament, CEIP Torre d'en Reig                    |             | Modernisme XX Inici                                                            | Vilabertran C. Ramon Reig, 3                                           | 42° 17′ 01″ N, 2° 58′ 47″ E / 42.283544°N,2.979736°E | IPA-20408     | Can Reig (Vilabertran) · Vegeu més fotos d'aquest monument · Carregueu una nova foto d'aquest monument                     |
| Can Gil                                                                        |             | Gòtic, obra popular XV, XVI                                                    | Vilabertran Pl. Dr. Narcís Heras, 1-2                                  | 42° 17′ 01″ N, 2° 58′ 53″ E / 42.283639°N,2.981300°E | IPA-39305     | Can Gil (Vilabertran) · Vegeu més fotos d'aquest monument · Carregueu una nova foto d'aquest monument                      |
| Casa a la plaça Catalunya, 9                                                   |             | Obra popular XX Inici                                                          | Vilabertran Pl. de Catalunya, 9                                        | 42° 16′ 58″ N, 2° 58′ 53″ E / 42.282648°N,2.981349°E | IPA-39306     | Casa a la plaça Catalunya, 9 (Vilabertran) · Vegeu més fotos d'aquest monument · Carregueu una nova foto d'aquest monument |
| Portal del carrer Vilatenim                                                    |             | Obra popular XVI                                                               | Vilabertran C. Vilatenim                                               | 42° 16′ 58″ N, 2° 59′ 01″ E / 42.282833°N,2.983575°E | IPA-39307     | Portal del carrer Vilatenim (Vilabertran) · Vegeu més fotos d'aquest monument · Carregueu una nova foto d'aquest monument  |
| Portal de l'Aigüeta                                                            |             | Obra popular XX Mitjan                                                         | Vilabertran Ctra. C-252 de Figueres a Vilabertran, veïnat de l'Aigüeta | 42° 16′ 39″ N, 2° 58′ 12″ E / 42.277620°N,2.969908°E | IPA-39308     | Portal de l'Aigüeta (Vilabertran) · Vegeu més fotos d'aquest monument · Carregueu una nova foto d'aquest monument          |
| Bassa i rentador de la Font                                                    |             | Obra popular XX                                                                | Vilabertran A ponent del nucli urbà, vora el camí Petit                | 42° 16′ 54″ N, 2° 58′ 38″ E / 42.281616°N,2.977183°E | IPA-39309     | Bassa i rentador de la Font (Vilabertran) · Vegeu més fotos d'aquest monument · Carregueu una nova foto d'aquest monument  |

## Viladamat
Vegeu la llista de monuments de Viladamat

## Vilafant
| Monument                                              | Protecció    | Estil/època                        | Localització                                 | Coordenades                                          | Codi?         | Imatge |
| ----------------------------------------------------- | ------------ | ---------------------------------- | -------------------------------------------- | ---------------------------------------------------- | ------------- | --- |
| Castell de Palol Sabaldòria i Església de Sant Miquel | BCIN 1767-MH | Romànic, preromànic XI-XII, X      | Vilafant Palol Sabaldòria, ctra. de Vilafant | 42° 14′ 37″ N, 2° 56′ 46″ E / 42.243513°N,2.946208°E | RI-51-0006178 | Castell de Palol Sabaldòria i Església de Sant Miquel (Vilafant) · Vegeu més fotos d'aquest monument · Carregueu una nova foto d'aquest monument |
| Església de Sant Cebrià de Vilafant                   | BCIL 1998    | Romànic, barroc XIII, XVIII        | Vilafant Pl. de l'Església                   | 42° 14′ 50″ N, 2° 56′ 16″ E / 42.247104°N,2.937800°E | IPA-16916     | Església de Sant Cebrià de Vilafant · Vegeu més fotos d'aquest monument · Carregueu una nova foto d'aquest monument                              |
| Mas Requesens                                         |              | Gòtic tardà, obra popular XVI-XVII | Vilafant Ctra. de Figueres a Olot            | 42° 14′ 58″ N, 2° 56′ 21″ E / 42.249387°N,2.939192°E | IPA-20422     | Carregueu una nova foto d'aquest monument |
| Can Puig, Can Maçanet                                 |              | Obra popular XIX Mitjan            | Vilafant A l'entrada del poble               | 42° 14′ 41″ N, 2° 56′ 05″ E / 42.244715°N,2.934657°E | IPA-20423     | Carregueu una nova foto d'aquest monument |
| Palol Sabaldòria, les Forques                         |              | Preromànic, romànic XI-XII         | Vilafant A llevant del nucli urbà            | 42° 14′ 36″ N, 2° 56′ 46″ E / 42.243307°N,2.946131°E | IPA-20424     | Palol Sabaldòria (Vilafant) · Vegeu més fotos d'aquest monument · Carregueu una nova foto d'aquest monument                                      |
| Bòbila d'en Soler                                     |              | Obra popular XIX                   | Vilafant Ctra. de Vilafant, Palol Sabaldòria | 42° 14′ 39″ N, 2° 56′ 55″ E / 42.244168°N,2.948542°E | IPA-38133     | Bòbila d'en Soler (Vilafant) · Vegeu més fotos d'aquest monument · Carregueu una nova foto d'aquest monument                                     |

## Vilajuïga
Vegeu la llista de monuments de Vilajuïga

## Vilamacolum
| Monument                                                                           | Protecció    | Estil/època                             | Localització                          | Coordenades                                          | Codi?         | Imatge |
| ---------------------------------------------------------------------------------- | ------------ | --------------------------------------- | ------------------------------------- | ---------------------------------------------------- | ------------- | --- |
| Torre i església fortificada, Església parroquial de l'Assumpció de la Mare de Déu | BCIN 1777-MH | Romànic, gòtic XII-XIII, XIV-XV         | Vilamacolum C. de l'Església          | 42° 11′ 42″ N, 3° 03′ 30″ E / 42.195013°N,3.058322°E | RI-51-0006184 | Torre i església fortificada (Vilamacolum) · Vegeu més fotos d'aquest monument · Carregueu una nova foto d'aquest monument |
| Can Geli                                                                           |              | Neoclassicisme-romàntic, modernisme XIX | Vilamacolum Pl. Catalunya             | 42° 11′ 48″ N, 3° 03′ 23″ E / 42.196720°N,3.056402°E | IPA-20449     | Carregueu una nova foto d'aquest monument                                                                                  |
| Can Tet                                                                            |              | Gòtic tardà, obra popular XV-XVI        | Vilamacolum C. de l'Om                | 42° 11′ 47″ N, 3° 03′ 23″ E / 42.196441°N,3.056347°E | IPA-20450     | Carregueu una nova foto d'aquest monument                                                                                  |
| Can Selmo: portal i finestra                                                       |              | Gòtic tardà, obra popular XV-XVI        | Vilamacolum C. Tramuntana - c. Closes | 42° 11′ 49″ N, 3° 03′ 25″ E / 42.197075°N,3.056984°E | IPA-20451     | Carregueu una nova foto d'aquest monument                                                                                  |
| Can Granés                                                                         |              | Obra popular XV, XIX-XX                 | Vilamacolum C. de les Closes          | 42° 11′ 48″ N, 3° 03′ 26″ E / 42.196666°N,3.057183°E | IPA-38134     | Carregueu una nova foto d'aquest monument                                                                                  |

## Vilamalla
| Monument                                     | Protecció    | Estil/època                                      | Localització                            | Coordenades                                          | Codi?         | Imatge |
| -------------------------------------------- | ------------ | ------------------------------------------------ | --------------------------------------- | ---------------------------------------------------- | ------------- | --- |
| L'Abadia, Ca n'Isern                         | BCIN 1778-MH | Gòtic, obra popular XIII-XIV, XVI-XVII, XX Final | Vilamalla Pl. Figueres, 3               | 42° 13′ 06″ N, 2° 58′ 11″ E / 42.218334°N,2.969613°E | RI-51-0006185 | Carregueu una nova foto d'aquest monument                                                                                      |
| Església parroquial de Sant Vicenç           | BCIL 2009    | Romànic XIII                                     | Vilamalla Extrem nord de la població    | 42° 13′ 07″ N, 2° 58′ 14″ E / 42.21852°N,2.97042°E   | IPA-20453     | Església parroquial de Sant Vicenç (Vilamalla) · Vegeu més fotos d'aquest monument · Carregueu una nova foto d'aquest monument |
| Creu commemorativa a Vilamalla               | BCIL 2009    | Obra popular XX Mitjan                           | Vilamalla Ctra. de Vilamalla a Garrigàs | 42° 12′ 56″ N, 2° 58′ 28″ E / 42.215424°N,2.974365°E | IPA-30621     | Creu commemorativa a Vilamalla · Vegeu més fotos d'aquest monument · Carregueu una nova foto d'aquest monument                 |
| Can Brugués, Mas Pou                         |              | Obra popular XVI, XIX                            | Vilamalla Pl. de la Font                | 42° 13′ 01″ N, 2° 58′ 15″ E / 42.216990°N,2.970748°E | IPA-36796     | Carregueu una nova foto d'aquest monument                                                                                      |
| Safareig públic, rentador                    |              | Obra popular XIX                                 | Vilamalla Pl. de la Font                | 42° 13′ 01″ N, 2° 58′ 18″ E / 42.217015°N,2.971687°E | IPA-36797     | Safareig públic (Vilamalla) · Vegeu més fotos d'aquest monument · Carregueu una nova foto d'aquest monument                    |
| Can Peix                                     | BCIL 2009    | Obra popular XX Inici                            | Vilamalla C. de la Font                 | 42° 12′ 59″ N, 2° 58′ 21″ E / 42.216437°N,2.972523°E | IPA-39086     | Carregueu una nova foto d'aquest monument                                                                                      |
| Estació de Vilamalla                         |              | Obra popular XX Inici                            | Vilamalla Camí de l'Estació             | 42° 12′ 59″ N, 2° 58′ 40″ E / 42.216343°N,2.977782°E | IPA-39130     | Estació Renfe (Vilamalla) · Vegeu més fotos d'aquest monument · Carregueu una nova foto d'aquest monument                      |
| Casa al carrer Nou, 12                       |              | Obra popular XVII, XIX                           | Vilamalla C. Nou, 12                    | 42° 13′ 03″ N, 2° 58′ 10″ E / 42.217584°N,2.969506°E | IPA-39131     | Carregueu una nova foto d'aquest monument                                                                                      |
| Can Tonyà, Mas Forques de Dalt o de la Plaça | BCIL 2009    | Obra popular                                     | Vilamalla C. Major, 1                   | 42° 13′ 02″ N, 2° 58′ 15″ E / 42.21735°N,2.97074°E   | IPA-52645     | Carregueu una nova foto d'aquest monument                                                                                      |

## Vilamaniscle
| Monument                           | Protecció    | Estil/època        | Localització                             | Coordenades                                          | Codi?         | Imatge |
| ---------------------------------- | ------------ | ------------------ | ---------------------------------------- | ---------------------------------------------------- | ------------- | --- |
| El Castell, o Can Gorgot           | BCIN 1779-MH | Obra popular XVII  | Vilamaniscle Av. Àngels Gorgot, 1        | 42° 22′ 32″ N, 3° 04′ 01″ E / 42.375533°N,3.067076°E | RI-51-0006186 | El Castell (Vilamaniscle) · Vegeu més fotos d'aquest monument · Carregueu una nova foto d'aquest monument                         |
| Habitatge al carrer Lluís Pagès, 9 |              | Obra popular XX    | Vilamaniscle C. Lluís Pagès, 9 (abans 4) | 42° 22′ 32″ N, 3° 04′ 06″ E / 42.375476°N,3.068421°E | IPA-20455     | Habitatge al carrer Lluís Pagès, 9 (Vilamaniscle) · Vegeu més fotos d'aquest monument · Carregueu una nova foto d'aquest monument |
| Can Gironell                       |              | Obra popular XIX   | Vilamaniscle C. Sant Josep, 9-11         | 42° 22′ 33″ N, 3° 04′ 07″ E / 42.375712°N,3.068582°E | IPA-20456     | Can Gironell (Vilamaniscle) · Vegeu més fotos d'aquest monument · Carregueu una nova foto d'aquest monument                       |
| Església de Sant Gil               |              | Obra popular XVIII | Vilamaniscle A 300 m al sud del poble    | 42° 22′ 26″ N, 3° 04′ 08″ E / 42.373969°N,3.069024°E | IPA-20457     | Església de Sant Gil (Vilamaniscle) · Vegeu més fotos d'aquest monument · Carregueu una nova foto d'aquest monument               |
| Travessia dels Porxos              |              | Obra popular XIX   | Vilamaniscle C. del Sol                  | 42° 22′ 31″ N, 3° 04′ 05″ E / 42.375217°N,3.068030°E | IPA-39189     | Travessia dels Porxos (Vilamaniscle) · Vegeu més fotos d'aquest monument · Carregueu una nova foto d'aquest monument              |

## Vilanant
Vegeu la llista de monuments de Vilanant

## Vila-sacra
| Monument                                         | Protecció    | Estil/època                            | Localització                                    | Coordenades                                          | Codi?         | Imatge |
| ------------------------------------------------ | ------------ | -------------------------------------- | ----------------------------------------------- | ---------------------------------------------------- | ------------- | --- |
| Castell de Vila-sacra, l'Abadia o Casa de l'Abat | BCIN 1798-MH | Romànic, gòtic XIII-XIV, XV-XVI, XVIII | Vila-sacra A ponent de l'església de St. Esteve | 42° 15′ 58″ N, 3° 01′ 05″ E / 42.266086°N,3.017992°E | RI-51-0006190 | Castell de Vila-sacra · Vegeu més fotos d'aquest monument · Carregueu una nova foto d'aquest monument                |
| Església de Sant Esteve                          | BCIN 1832-MH | Romànic, barroc XI, XIII, XVII-XVIII   | Vila-sacra Pl. de l'Església, 1                 | 42° 15′ 58″ N, 3° 01′ 06″ E / 42.266115°N,3.018287°E | RI-51-0006191 | Església de Sant Esteve (Vila-sacra) · Vegeu més fotos d'aquest monument · Carregueu una nova foto d'aquest monument |
| Safareig de Vila-sacra                           |              | Obra popular XIX                       | Vila-sacra A la plaça del poble                 | 42° 15′ 54″ N, 3° 01′ 19″ E / 42.264973°N,3.021889°E | IPA-32188     | Carregueu una nova foto d'aquest monument                                                                            |

## Vilaür
Vegeu la llista de monuments de Vilaür